# Mahamadou Dissa
Mahamadou ("Mama") Dissa (Kayes, 18 mei 1979) is een Malinees voormalig voetballer. De spits werd door Salif Keita ontdekt in Lafiabougou, Bamako.

## Carrière
Vanaf 1994 speelt de spits ook bij een echt team, namelijk CSK Bamako. Met de ploeg uit de hoofdstad werd hij in 1999 vicekampioen en werd hij in dat seizoen topscorer met 14 goals. Na enkele sterke prestaties als jeugdinternational contracteert de Franse tweedeklasser Chamois Niort hem in 2000. Na twee jaar, 51 wedstrijden en 17 goals vertrekt hij naar reeksgenoot Grenoble Foot (met Jonathan Joseph-Augustin), waar hij 32 wedstrijden zou spelen. Sinds januari 2004 speelde de spits bij Stade Brestois (42 wedstrijden, 7 goals).
Dissa was van 1999 tot 2008 A-international voor Mali. Hij was in het verleden ook jeugdinternational, met onder meer deelname aan de Afrika Cup voor Junioren in 1999 (3 goals) en het WK -20 in Nigeria van 2000 met winst in de poules tegen de later wereldkampioen Uruguay (1 goal), winst in de kwartfinale tegen Kameroen (2 goals), verlies in de halve finale tegen Spanje (1 goal) en de prijs van topscorer met 5 goals. Ook zijn broer Yaya speelde profvoetbal bij Niort en in Griekenland.
Na zijn periode bij Brest trok Dissa naar België om te spelen voor KSK Beveren. Hij zou er twee seizoenen spelen. Het eerste seizoen kwam voor hem moeizaam op gang, maar uiteindelijk wist hij dat seizoen toch tien keer te scoren. Het volgende seizoen bleef de teller steken op elf doelpunten. Maar Beveren degradeerde dat jaar naar de tweede klasse en Dissa zocht andere oorden op.
In juni 2007 tekende hij een contract voor drie jaar bij KSV Roeselare. Het eerste seizoen bij Roeselare bleek al meteen zeer vruchtvol te zijn: hij scoorde 14 goals, zijn beste resultaat in België. In de zomer van 2011 vertrok de Roeselaarse publiekslieveling naar KV Oostende. Tijdens zijn verblijf in de badplaats behaalde hij het grootste succes uit zijn carrière. Hij werd kampioen in de Belgische tweede klasse. Na het kampioenenjaar verliet hij KV Oostende en tekende hij een contract voor één jaar bij toenmalig derdeklasser Géants Athois. Na de afloop van zijn contract tekende hij een tweejarige verbintenis bij reeksgenoot KFC Izegem. In 2016 stopte hij met voetballen.

## Statistieken
| Seizoen | Club             | Land      | Competitie           | Wed. | Goals |
| ------- | ---------------- | --------- | -------------------- | ---- | ----- |
| 2000/01 | Chamois Niortais | Frankrijk | Ligue 2              | 20   | 8     |
| 2001/02 | Chamois Niortais | Frankrijk | Ligue 2              | 29   | 9     |
| 2002/03 | Grenoble Foot    | Frankrijk | Ligue 2              | 21   | 2     |
| 2003/04 | Stade Brestois   | Frankrijk | Championnat National | 18   | 3     |
| 2003/04 | Grenoble Foot    | Frankrijk | Ligue 2              | 11   | 0     |
| 2004/05 | Stade Brestois   | Frankrijk | Ligue 2              | 25   | 4     |
| 2005/06 | KSK Beveren      | België    | Jupiler League       | 31   | 10    |
| 2006/07 | KSK Beveren      | België    | Jupiler League       | 31   | 11    |
| 2007/08 | KSV Roeselare    | België    | Jupiler Pro League   | 28   | 14    |
| 2008/09 | KSV Roeselare    | België    | Jupiler Pro League   | 30   | 3     |
| 2009/10 | KSV Roeselare    | België    | Jupiler Pro League   | 28   | 8     |
| 2010/11 | KSV Roeselare    | België    | Exqi League          | 33   | 13    |
| 2011/12 | KV Oostende      | België    | Exqi League          | 22   | 8     |
| 2012/13 | KV Oostende      | België    | Belgacom League      | 23   | 5     |
| 2013/14 | Géants Athois    | België    | Derde Klasse A       | 31   | 13    |
| 2014/15 | KFC Izegem       | België    | Derde Klasse A       | 30   | 2     |
| 2015/16 | RES Acrenoise    | België    | Derde Klasse A       | 0    | 0     |
| Totaal  | Totaal           | Totaal    | Totaal               | 333  | 95    |